# Михайлова, Мария Викторовна
Мари́я Ви́кторовна Миха́йлова (род. 17 января 1946, Москва) — российский литературовед, доктор филологических наук (1996), заслуженный профессор МГУ имени М. В. Ломоносова (2014). Основная сфера интересов: история русской литературы, драматургии и критики конца XIX — первой трети XX века, творчество забытых и «второстепенных» писателей Серебряного века, женская литература Серебряного века, гендерные исследования, архивные изыскания, публикаторская деятельность.

## Биография
После семи лет учёбы в школе № 124 г. Москвы М. В. Михайлова поступила в медицинское училище № 13 при больнице им. Н. Ф. Филатова, которое окончила в 1963 году с красным дипломом, затем работала медсестрой в поликлинике газеты «Известия» и одновременно сдавала экстерном экзамены за 10-й класс.
В 1964 году поступила на филологический факультет Московского государственного университета им. М. В. Ломоносова, который окончила в 1969 году (за время обучения получала стипендию им. М. Ю. Лермонтова). В том же году поступила в аспирантуру по кафедре советской литературы и в 1974 году защитила кандидатскую диссертацию по теме «Проблема реализма в русской критике конца XIX — начала XX века» (научный руководитель — проф. А. Г. Соколов).
Была оставлена преподавателем на кафедре советской литературы. В 1996 году защитила докторскую диссертацию «Русская литературная критика марксистской ориентации (1890-е — 1910-е гг.)». Звание профессора по кафедре истории русской литературы XX века ей было присвоено в 2000 году. За период работы подготовила 23 кандидата и 2 доктора филологических наук.
Академик РАЕН. Член Союза писателей Москвы (с 1996). Член редколлегии журнала «Филологические науки».

## Семья
- Отец — Михайлов Виктор Васильевич (1901—1990), действительный член Академии архитектуры СССР, доктор технических наук, профессор, разработчик напряжённо-армированного железобетона, дважды лауреат Сталинской премии, заведующий лабораторией НИИЖБ.
- Мать — Пышкина Татьяна Алексеевна (1918—2013), директор районной библиотеки, впоследствии заместитель директора городской библиотеки имени Н. А. Некрасова[1][2].
- Особое влияние на формирование личности оказала бабушка — Пышкина Ксения Павловна (1897—1981), директор московской библиотеки им. А. П. Чехова[3].
- муж — Борис Александрович Брянский (1928—1972), поэт-песенник, переводчик.
- муж — Михаил Филиппович Шатров (1932—2010), драматург и сценарист.

## Научные труды

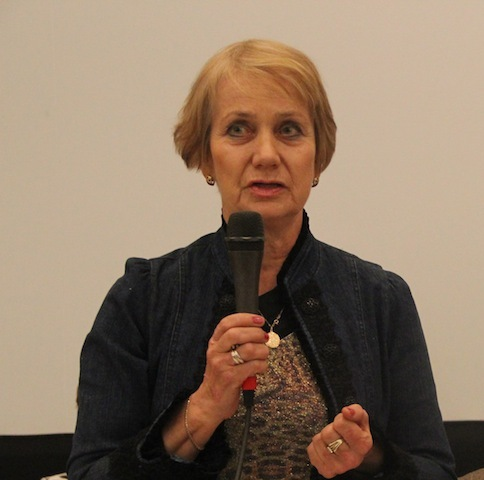
Михайлова Мария Викторовна на конференции

- Долг и любовь [Текст] : сборник филологических работ в честь 65-летия профессора М. В. Михайловой : статьи, рецензии, эссе, публикации / [сост.: Ю. В. Шевчук, Н. Н. Мельникова]. — М.: Кругъ, 2011. — 399 с., [1] л. ил.; 21 см. ISBN 978-5-7396-0206-0 (в пер.) (недоступная ссылка)
- Опубликовано более 500 работ. Первая публикация состоялась в 1965 г.
- Проблема реализма в социал-демократической критике периода I русской революции // Вестник Московского университета. — Сер. 9. Филология. М., 1973. № 5. С. 3—15.
- Михайлова М. В. «Чистый понедельник»: горькая дума о России (Бунин И. А.)
- М. В. Михайлова, В. И. Шулятиков (Москва). «Рассказ о семи повешенных» Л. Андреева: исторический контекст.(к вопросу о прототипичности женских персонажей). Орловский текст российской словесности. Материалы Всероссийской научной конференции. (5—6 октября 2009 года). Орёл, 2010. С. 115—123
- Проблема «разрушения личности» в романе С. Н. Сергеева-Ценского «Бабаев» // Вестник Московского университета. Сер. 9. Филология. М., 1975. № 5. С. 33—45.
- Вопросы пролетарского искусства в критике 1905—1907 годов // Филологические науки. М., 1975. № 6. С. 3—13.
- Бытовой фон в реалистическом произведении (по материалам русской критики 1900-х годов) // Проблемы типологии и истории русской литературы. Пермь, 1976. С. 123—137
- Проблема реализма в народнической критике 1890—1900-х годов // Русская литература XX века (Дооктябрьский период). Тула, 1977. С. 3—18.
- Роль марксистской критики в формировании пролетарской литературы // Болгарская русистика. София, 1978. № 5. С. 9—19.
- Жанрово-композиционные особенности рецензий А. Блока (театральные рецензии) // Вестник Московского университета. Сер. 9. Филология. М., 1980. № 6. С. 52—60.
- Поэзия и жизнь (А. Блок об отношениях поэта и действительности) // Болгарская русистика. София, 1980. № 6. С. 8—18.
- Русская марксистская литературная критика начала XX века в борьбе за реализм // Русская и польская литература конца XIX — начала XX века. М., 1981. С. 172—186.
- Русская литературная критика конца XIX — начала XX века: Хрестоматия. Учебное пособие / Составление, вступительная статья, комментарии. М.: Высшая школа, 1982. 367 с. (в соавторстве с А. Г. Соколовым).
- Свободный талант (дебют А. Н. Толстого в оценке дореволюционной критики) // Поэтика реализма. Куйбышев, 1985. С. 125—139.
- История русской литературной критики конца XIX — начала XX века: Методические указания. М.: МГУ, 1985. С. 3—81.
- Рабочее движение в России и Германии конца XIX — начала XX века и проблема пролетарского искусства // Русско-немецкие литературные связи. М., 1986. С. 194—205.
- Стилевое своеобразие социалистического реализма в творчестве А. С. Серафимовича 1910-х годов // Из истории русского реализма конца XIX — начала XX в. М., 1986. С. 26—36.
- Н. А. Добролюбов в марксистской критике начала XX века // «Стезею правды и добра»: Материалы Добролюбовских чтений и памятных дней на родине Н. А. Добролюбова. Горький, 1987. С. 50—60.
- Неизвестная статья критика-марксиста М. В. Морозова о Л. Н. Толстом // Из истории русской литературы конца XIX — начала XX века. М., 1988. С. 161—172 (в соавторстве с И. В. Петровицкой).
- Rosijska krityka marksistowska z poczatku XX weku (Русская марксистская критика начала XX века) // Przegląd Humanistyczny. Варшава, 1989. № 2. С. 97—108.
- Программа лекционного курса «История русской литературной критики конца XIX — начала XX века (до 1917 г.)» / Сост. приложения. М.: МГУ, 1989. С. 28—52.
- Зритель в театральной концепции М. А. Волошина // Przegląd Humanistyczny. Варшава, 1990. № 8/9. С. 127—136.
- Богданович Ангел Иванович // Русские писатели: Биобиблиографический словарь: В 2 т. / Под ред. П. А. Николаева. Т. 1. М.: Просвещение, 1990. С. 114—115.
- Воровский Вацлав Вацлавович // Русские писатели: Биобиблиографический словарь: В 2 т. / Под ред. П. А. Николаева. Т. 1. М.: Просвещение, 1990. С. 452—453.
- Луначарский Анатолий Васильевич // Русские писатели: Биобиблиографический словарь: В 2 т. / Под ред. П. А. Николаева. Т. 1. М.: Просвещение, 1990. С. 426—430.
- Тренев Константин Андреевич // Русские писатели: Биобиблиографический словарь: В 2 т. / Под ред. П. А. Николаева. Т. 2. М.: Просвещение, 1990. С. 306—307.
- Серафимович Александр Серафимович // Русские писатели: Биобиблиографический словарь: В 2 т. / Под ред. П. А. Николаева. Т. 2. М.: Просвещение, 1990. С. 226—228.
- Ольминский Михаил Александрович // Русские писатели: Биобиблиографический словарь: В 2 т. / Под ред. П. А. Николаева. Т. 2. М.: Просвещение, 1990. С. 100—102.
- Соловьёв-Андреевич Евгений Андреевич // Русские писатели: Биобиблиографический словарь: В 2 т. / Под ред. П. А. Николаева. Т. 2. М.: Просвещение, 1990. С. 250—252.
- Шулятиков Владимир Михайлович // Русские писатели: Биобиблиографический словарь: В 2 т. / Под ред. П. А. Николаева. Т. 2. М.: Просвещение, 1990. С. 419—422.
- Lew Trockij — krityk literacki (Лев Троцкий — литературный критик) (1900—1902) // Przeglad Humanistyczny. Варшава, 1990. № 12. С. 117—129
- Из истории ранней марксистской критики (В. Шулятиков о реализме начала XX века) // Вестник Московского университета. Сер. 9. Филология. М., 1990. № 2. С. 12—21.
- Проблема зрителя в театральной критике М. Волошина // Историческое развитие форм художественного целого в классической русской и зарубежной литературах. Кемерово, 1991. С. 124—136.
- Об особенностях поэтики Н. Н. Никандрова (дооктябрьский период) // Поэтика русской советской прозы. Уфа, 1991. С. 68—81.
- Структурно-смысловое новаторство русской прозы 1910-х гг. и раннее творчество Вяч. Шишкова // Проблематика и поэтика прозы В. Я. Шишкова. Тверь, 1991. С. 11—19.
- Георгий Чулков / Предисловие и первая публикация повести «Вредитель» // Знамя. М., 1992. № 1. С. 127—154.
- Литературно-критические статьи Л. Троцкого в газете «Восточное обозрение» (1900—1902) // Современный литературный процесс 1980-х — начала 1990-х годов и его осмысление в критике. Омск, 1992. С. 60—73.
- Г. И. Чулков о Вл. Соловьеве / Вступительная заметка и первая публикация статьи Г. Чулкова «Автоматические записи Вл. Соловьева» // Вопросы философии. М., 1992. № 8. С. 121—132.
- Литературно-критические взгляды К. Д. Бальмонта // Константин Бальмонт, М. Цветаева и художественные искания XX века. Иваново, 1993. С. 24—34.
- Преображающее «Нет!» Л. Д. Зиновьевой-Аннибал / Вступительная статья и публикация рассказов // Октябрь. М., 1993. № 2. С. 138—154.
- Страсти по Лидии // Studia Litteraria Polono-Slavica. I. Warszawa, 1993. С. 53—73.
- «Я женщина с головы до ног…» (Место творчества А. Мире в русской культуре Серебряного века) // Дягилевские чтения. Пермь, 1993. С. 197—208
- Г. И. Чулков. Рассказы / Вступительная статья и публикация // Лепта. М., 1994. № 19. С. 126—159.
- Из «женской прозы» начала XX века (рассказы Анны Мар и Лидии Зиновьевой-Аннибал) / Вступительная статья и публикация // Лепта. 1996. № 33. С. 172—193.
- Świat wewnętrzny kobiety w utworach rosyiskich pisarek «srebrnego wieku» (Внутренний мир женщины в творчестве писательниц Серебряного века) // Przegląd Humanistychny. Варшава, 1996. № 5. С. 75—85.
- Психологический анализ в русской женской прозе начала XX в. // «Ей не дано прокладывать новые пути…»? Из истории женского движения в России: Сборник научных трудов. Вып. 2. СПб., 1998. С. 5—15.
- Лица и маски русской женской культуры «серебряного века» // Гендерные исследования: Феминистская методология в социальных науках. Харьков, 1998. С. 117—132.
- Польские мотивы в творчестве Анны Мар (1887—1917) // Związki między literaturami narodów słowiańskich w XIX i XX wieku. Lublin, 1999. С. 165—183.
- Размышления о судьбах интеллигенции // Вестник Московского университета. Сер. 9. Филология. М., 2000. № 3. С. 127—130.
- Диалог мужской и женской культур в русской литературе серебряного века: «Cogito ergo sum» — «Amo ergo sum» // Russian Literature. ХLV-IIII. North-Holland. 1 July 2000. С. 47—70.
- Русская интеллигенция Серебряного века: творческая и профессиональная самореализация женщины // Intelligencja: tradicja i nowe czasy. Krakow, 2001. С. 159—172
- А. Чехов и О. Дымов // Чеховиана. Из века ХХ в XXI. Итоги и ожидания. М., Наука. 2007. С. 409—427.
- И. А. Бунин // Русская литература XIX—XX веков: В 2 т. Т 2: Русская литература XX века: Учебное пособие для поступающих в вузы / Сост. и науч. ред. Б. С. Бугров, М. М. Голубков. 9-е издание, переработанное и дополненное. М.: МГУ, 2008. С. 35—66.
- «Мне голос был. Он звал…» / Публикация рассказов Б. А. Лазаревского, предисловие // Литературная учёба. М., 2008. № 1. С. 160—188.
- О пьесе Г. И. Чулкова «Невеста» и её критиках / Публикация, предисловие, комментарии // Stefanos. Памяти А. Г. Соколова. М., 2008. С. 239—247, 248—290.
- Л. Троцкий. Лев Толстой / Предисловие, публикация и примечания // Из истории русской литературы и журналистики. Ежегодник. М., 2009. С. 290—313.
- Литература позднего народничества и критика конца XIX — начала XX века // Вопросы изучения русского языка, истории и культуры России. Вып. 17. Тайбэй, 2011. С. 71—87.
- Судьбы российских социалистов-революционеров в осмыслении литературы начала XX века (Л. Андреев «Рассказ о семи повешенных») // Vesture: avoti un cilveki (История: источники и люди). Даугавпилсский университет. Даугавпилс, 2011. С. 196—203. (В соавторстве с В. И. Шулятиковым).

## Награждения
- Грамота «Лучший филолог» (1996)
- Медаль «В память 850-летия Москвы» (1997).
- Медаль «Ветеран труда» (1999)
- Лауреат премии имени Владимира Лакшина (2010),
- Дипломант Международного конкурса филологических, культурологических и киноведческих работ «К 150-летию со дня рождения А. П. Чехова» (2010)
- Заслуженный профессор МГУ (2014)
- Медаль «150-летие И.А.Бунина» (2020)